# Цехмістренко Григорій Віталійович
Григо́рій Віта́лійович Цехмістренко (нар. 19 грудня 1994, Рівне, Україна — 15 січня 2023, біля міста Бахмут, Бахмутський район, Донецька область, Україна) — канадський громадський активіст, медик-доброволець українського походження. Військовослужбовець Інтернаціонального легіону територіальної оборони Збройних сил України, учасник російсько-української війни. Кавалер ордена «За мужність» III ступеня (2023, посмертно). Син Віталія Цехмістренка.

## Життєпис

### Ранні роки
Григорій Цехмістренко народився 19 грудня 1994 року в місті Рівне в сім'ї засновника агрохолдингу «Райз», доларового мільйонера Віталія Цехмістренка, який входив у перелік 200 найбагатших українців і чиї статки оцінювали у 291 мільйон доларів. Навчався в школі № 89 Печерського району міста Києва. З дитинства вивчав англійську та іспанську мови, грав у шахи, регбі та волейбол, займався тхеквондо, плаванням і сноубордингом, ходив на каное та байдарках.
З 2011 року разом з батьком проживав у Канаді та США. У 2013 році сім'я повернулася до України. Брав участь у Революції гідності. 18 лютого 2014 року, під час «мирного наступу» до Верховної Ради України, силовики побили і затримали багатьох активістів. Між постраждалими, у Деснянському районному відділку міліції опинився й Григорій Цехмістренко, який зазнав струсу мозку від удару міліцейського кийка.

### Російсько-українська війна
З початком російсько-української війни намагався потрапити на фронт, однак батько залишив його без документів у Канаді, де проживав спочатку в місті Кіністіно (провінція Саскачеван), а згодом у селищі Порт-Еліс (провінція Британська Колумбія, Ванкувер). У 2019 році набув канадське громадянство. 
Навчався на військового медика у військовому університеті на Мальті, проходив курси парамедицини і військові тренінги у Польщі, Данії та США. У перервах між навчаннями активно подорожував світом, працював в лікарнях у Мексиці, Танзанії, країнах Південної Африки, допомагав християнам-місіонерам у Зімбабве.
15 січня 2022 року вилетів з Канади, щоб проводити тренінги для парамедиків і стрільців в Україні. З початком повномасштабного вторгнення Росії в Україну брав участь у бойових діях у складі полку «Азов».
Брав участь у боях за Гостомель, Мощун та Ірпінь. Після боїв за Київщину, від квітня 2022 року, — медик-доброволець Інтернаціонального легіону територіальної оборони Збройних сил України, в складі якого брав участь в боях за Сєвєродонецьк, Лисичанськ, Херсон, Миколаїв, Запоріжжя та Бахмут.
Загинув у ніч проти 15 січня 2023 року біля міста Бахмут на Донеччині, накривши собою поранених побратимів. Похований 20 січня 2023 року в селищі Чабани на Київщині. Цехмістренко вважається третім канадцем, що загинув на війні Росії проти України.

## Нагороди
- Орден «За мужність» III ступеня (посмертно, 2023[16]);
- Медаль «За мужність при виконанні спецзавдань» Головного управління розвідки Міністерства оборони України.

## Вшанування пам'яті
- Іменем Григорія Цехмістренка названо школу № 89 Печерського району міста Києва, в якій він навчався[17][18]. Ініціативу підтримав начальник Головного управління розвідки Міністерства оборони України генерал-лейтенант Кирило Буданов[1][16][19].
- Григорій Цехмістренко — із героїв виставки «Сталеві титани Бахмута» Національного музею історії України у Другій світовій війні[1].
- До роковин загибелі Григорія Цехмістренка в Національному музеї історії України у Другій світовій війні відбулася виставка «Україна — розп'яття», що розповідає про російську-українську війну від початку широкомасштабного вторгнення ворожої армії в Україну[20][21].